# Роза Мендес
Милена Летиша Рука (англ. Milena Leticia Roucka, род. 25 октября 1979 года) — канадская модель, бывшая женщина-рестлер и валет. Известна своей работой в WWE с 2006 по 2017 год под псевдонимом Роза Мендес (англ. Rosa Mendes).

## Биография
Милена изучала бизнес в Университете Британской Колумбии, но бросила его ради карьеры модели. Она выиграла несколько конкурсов, в том числе Piel Dorado в 2004, при этом став первой северо-американкой, которая победила, а также снималась в различных рекламных роликах.

## Менеджер Примо иФернандо
Мендес стала руководить Примо & Фернандо 1 декабря 2011 на эпизоде Суперзвезды. 15 января 2012 в Live Event в Окленде, штат Калифорния, Примо и Фернандо победили Воздушный Бум, и выиграли титулы командных чемпионов. На Preshow WrestleMania XXVIII, Примо и Фернандо успешно защитили свои титулы против Братьев Усо и Джастина Гебриэля и Тайсона Кидда в тройном командном матче. 30 апреля на RAW, Примо и Фернандо проиграли титулы R-Truth и Кофи Кингстонy. После потери титулов, к Примо, Фернандо и Мендес присоединилась AW которая включила их в No Way Out PPV, где он их предала и встала на сторону Primetime Players. С сентября 2012 и до конца года, Примо & Фернандо отправляются в долгий проигрыш.
19 ноября на эпизоде RAW, Мендес вступила во вражду с Хонцвогелем после его неудачной шутки. 1 декабря, Мендес объединилась с Ив Торрес и проиграла Эй Джей Ли и Кейтлин в таг — тим матче, где Ив покинула Розу. 6 декабря на эпизоде WWE Superstars Мендес напала на Хорнцвогля с букетом цветов в качестве мести за предыдущий месяц, но, в свою очередь на неё напала Наталья. на SmackDown, Мендес и Примо и Фернандо проиграли Великому Кали и Хорнцвоглю.
Мендес супровождает Примо на ринг, где он сражался с Брудусом Клеем. Он проиграл, несмотря на помощь от Фернандо. После матча, Мендес сталкивается с Funkadactlys (Наоми и Кэмерон). 4 января на SmackDown, Мендес объединился с Примо и Фернандо и проиграла Наталии, Хорнцвоглю и Большом Кали в смешанном таг — тим матче. Потом Милена взяла двухмесячный перерыв, чтобы решать какие-то личные проблемы у себя дома в Коста-Рике.

## Альянс с Мизом
26 августа Мендес вернулась на RAW, вместе с Мизом. Они вместе копировали Фанданго и Саммер Рэй.

## Другие медиа
Также Милена снималась в рекламных роликах для Trident, Lux Soap, и Chrysler в течение 2004 года.
Стала прототипом Изабель Диас В Need For Speed: Most Wanted.

## Личная жизнь
Роза выросла в Ванкувере, Британская Колумбия, Канада, но имеет отчасти чешское, отчасти - коста-риканское происхождение. Она изучала кикбоксинг, муай-тай и бразильское джиу-джитсу. 18 мая 2012 года, Роза попала в автомобильную аварию.
Любимая телепередача Розы — Ultimate Fighting, фильмы: Goodfellas и Casino, и любимая группа — Heat. Рука любит поднимать тяжелые вещи. Роза описывает идеальное свидание «Должно быть что-то в течение дня. Я хотела бы пойти в поход в горы и посмотреть на водопады, при этом захватить обед, а потом пойти на ужин и узнать друг друга лучше. Никаких поцелуев на первом свидании. Я никогда не делаю этого. Идеальное свидание — под открытым небом».

## Реслинг
Финишер
- Hell Makeover

Менеджеры
- Бет Феникс
- Алисия Фокс

## Титулы и Награды
Florida Championship Wrestling
- Королева FCW (1 раз)

Ohio Valley Wrestling
- OVW women’s Championship (1 раз)

Pro Wrestling Illustrated
- PWI ranked her #50 of the 50 best female singles wrestlers in the PWI Female 50 in 2009
- PWI ranked her #43 of the 50 best female singles wrestlers in the PWI Female 50 in 2008

World Wrestling Entertainment
- Slammy Award for Best Use of Exercise Equipment